# Geliebter Mörder (1972)
Geliebter Mörder ist ein deutscher Fernseh-Kriminalfilm aus dem Jahr 1972. Er basiert auf dem Theaterstück Dear Murderer von St. John Legh Clowes aus dem Jahr 1946, das bereits 1947 als Der perfekte Mörder (englischer Originaltitel ebenfalls Dear Murderer) verfilmt wurde.

## Handlung
Lee Warren kehrt von einer Geschäftsreise aus den USA nach London zurück und findet heraus, dass seine Frau Vivien in seiner Abwesenheit einen Liebhaber hatte, den Rechtsanwalt Richard Fenton. Lee geht am späten Abend zu Richard und fordert ihn auf, in einem Brief an Vivien die Beziehung zu beenden und seine Abreise ins Ausland anzukündigen. Er diktiert Richard den Brief, bricht aber an einer passenden Stelle ab, sodass der Brief auch als Abschied eines Selbstmörders verstanden werden kann. Nun enthüllt Lee, dass er gekommen ist, um Richard zu töten. Er lässt ihm aber noch eine Chance: Er erklärt Richard seinen Mordplan, und sollte dieser darin einen Fehler finden, der zu Lees Ergreifung führen könnte, würde er Richard verschonen. Richard findet aber keinen, und so setzt Lee den Plan um: Er fesselt ihn ans Sofa, zieht ihm eine Plastiktüte über den Kopf und leitet durch einen Schlauch Gas aus dem Gaskamin in die Tüte. Den bewusstlosen Richard legt er dann mit dem Kopf in den Herd und dreht das Gas auf.
Als er die Wohnung gerade verlassen will, klingelt es an der Tür und er versteckt sich in der Küche. Vor der Tür steht Vivien mit ihrem neuen Geliebten Jimmy Martin – offensichtlich hat sie mehrere Affären. Sie hat noch einen Schlüssel zu Richards Wohnung und kommt nun mit Jimmy herein, da sie vermutete, dass Richard nicht zu Hause ist und sie dort mit Jimmy allein sein kann. Lee belauscht das Gespräch aus der Küche und wartet, bis die beiden verschwinden. Dann präpariert er alles so, dass es aussieht, als habe Jimmy den Mord begangen: Er entfernt die Fingerabdrücke an Viviens Glas, Jimmys Abdrücke an der Küchentür belässt er aber. Zudem platziert er die erste, vollständige Version des Briefes, wo die Polizei ihn finden kann. Da er selbst die ganze Zeit Handschuhe trug, lässt sich seine Anwesenheit in der Wohnung nicht nachweisen.
Am nächsten Morgen steht Inspector Pembury vor Lees Tür, um ihn und Vivien zu verhören. Zufällig kommt auch Jimmy dazu, und Lee sorgt dafür, dass der Inspektor von der Affäre zwischen Jimmy und Vivien erfährt. Dieser behauptet nun, allein in Richards Wohnung gewesen zu sein, ihn aber dort nicht angetroffen zu haben. Er macht sich immer mehr verdächtig, und als dann im Kofferraum seines Autos die Plastiktüte und der Schlauch gefunden werden (die Lee dort platziert hatte), wird er wegen Mordes an Richard festgenommen.
Vivien schwört Lee, dass sie ihn immer noch liebe. Die Affären mit Richard und Jimmy hätten ihr nichts bedeutet, sie sei einfach nicht in der Lage, längere Zeit allein zu sein. Lee bekommt immer mehr ein schlechtes Gewissen, wegen eigentlich nichtiger Affären einen Menschen getötet und einen anderen ins Gefängnis gebracht zu haben.
Vivien bringt Lee einen Whisky und bringt ihn dazu, einen Geständnisbrief an den Inspektor zu schreiben. Sie diktiert ihm und wendet dabei Lees Trick gegen ihn an: Der Briefanfang klingt, als wolle sich Lee das Leben nehmen. Er kann den Brief nicht zu Ende schreiben, denn in dem Whisky war Gift. Kurz vor seinem Tod muss er von Vivien erfahren, dass sie eigentlich Jimmy liebt, den sie nun aus dem Gefängnis holen kann. Sie fühlt sich schon als Gewinnerin – doch da steht der Inspektor in der Tür, der ihre letzten Worte an Lee mitgehört hat.

## Produktion
Der Film wurde von der UFA Fernsehproduktion in den Studios der Berliner Union-Film im Auftrag des ZDF produziert und am 2. August 1972 zum ersten Mal ausgestrahlt. 2010 erschien er bei Studio Hamburg Enterprises in der Reihe Straßenfeger auf DVD.

## Rezeption
„Werner Bruhns spielt den gehörnten Ehemann, der zum Mörder wird, eiskalt. Ansonsten verliert der Film vor allem in der zweiten Hälfte etwas an Spannung und Tempo. Herbert Fleischmann als Ermittler ist sympathisch...“